# Züri brännt (Dokumentarfilm)

Das umkämpfte Autonome Jugendzentrum in Zürich am 24. März 1981

Züri brännt ist ein Schweizer Dokumentarfilm aus dem Jahr 1981 über die Jugendunruhen in der Schweiz und insbesondere in Zürich zu Beginn der 1980er Jahre.

## Hintergrund
1980 bewilligte der Zürcher Stadtrat 60 Millionen Franken für die Sanierung des Opernhauses und lehnte zugleich die Forderungen nach einem selbstverwalteten Jugendzentrum ab. Dies führte zu einer bis dahin nicht gekannten Gewaltspirale zwischen Teilen der Bevölkerung und der Polizei mit mehreren hundert Verletzten auf beiden Seiten und Sachschäden in Millionenhöhe.

## Produktion
Die Aktivisten des Videoladens Zürich waren 1980 mit auf den Strassen der Zwinglistadt und zeichneten mit grobkörnigem S/W-Beta-Video die Zusammenstöße zwischen den Demonstranten und der Stadtpolizei Zürich auf. Letztere wurde dabei nach ihrer Hauptwache im Haus Urania als „Trachtengruppe Urania“ bezeichnet. „Züri brännt“ entwickelte sich zum Kultfilm der Schweizer Jugendbewegung und wurde auch außerhalb der Landesgrenzen aufgeführt, so auch 1981 bei den Internationalen Filmfestspielen in Berlin. 2015/2020 wurde der Film digitalisiert.

## Rezeption
„Ein streckenweise hervorragend gemachtes Pamphlet, das unübersehbar an die Vorbilder des revolutionären russischen Kinos anknüpft. Seine expressionistische Emphase und dadaistische Bürgerschreckattitüde sind jedoch nicht im geringsten an auch nur einigermassen objektiver Informationsvermittlung über die Vorgänge im Verlauf des letzten Sommers interessiert“